# Traquet du désert
Oenanthe deserti
Espèce
Statut de conservation UICN

 LC  : Préoccupation mineure
Le Traquet du désert (Oenanthe deserti) est une espèce de passereaux de la famille des Muscicapidae.

## Description
C'est une espèce migratrice insectivore, de 14,5 à 15 cm de longueur. Les deux sous-espèces occidentale et orientale migrent rarement vers l'Europe occidentale.
Bien que les sous-espèces mâles aient en été des plumages plus ou moins distincts, les plumages d'hiver, ceux des femelles et des jeunes sont source de confusion.
Les parties supérieures du mâle en été sont chamois. Le dessous est blanc avec une teinte chamois sur la poitrine. Le noir de la face et la gorge s'étend sur les épaules, et il a une bande sourcilières blanche.
Le trait le plus caractéristique, pour les deux sexes à tous les âges, est que toute la queue est noire sur le dessus. La femelle est plus grise dessus et dessous et n'a pas de noir sur la gorge, dans le plumage d'hiver le noir sur la gorge du mâle est atténué par des pointes blanches.

## Répartition et sous-espèces
D'après le Congrès ornithologique international il se répartit en trois sous-espèces :
- Oenanthe deserti homochroa (Tristram, 1859) — Afrique du Nord ;
- Oenanthe deserti deserti (Temminck, 1825) — aire disjointe du Sinaï à l'Afghanistan ;
- Oenanthe deserti oreophila (Oberholser, 1900) — Asie centrale, ceinture alpine orientale à la Mongolie.

Son aire s'hivernage s'étend à travers le Sahara jusqu'au nord-ouest de l'Asie du Sud.

## Galerie

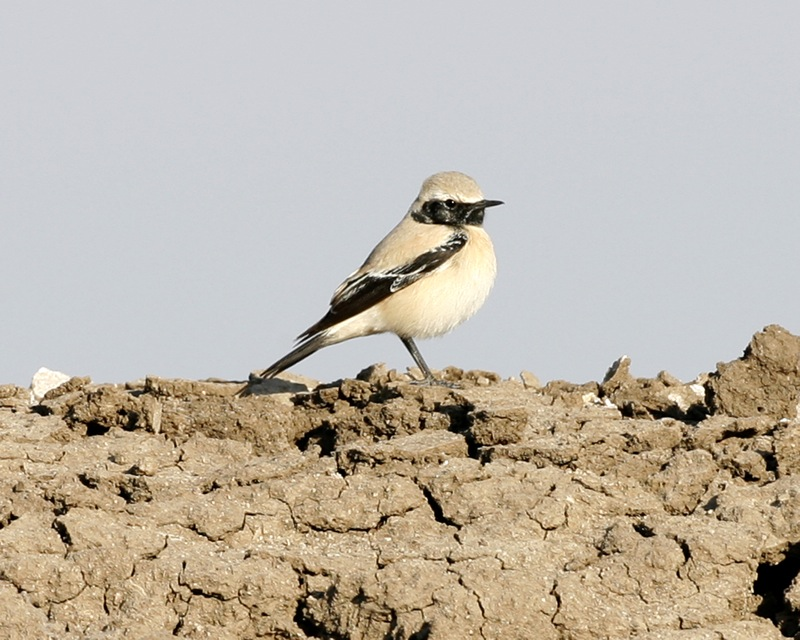
Plumage d'hiver
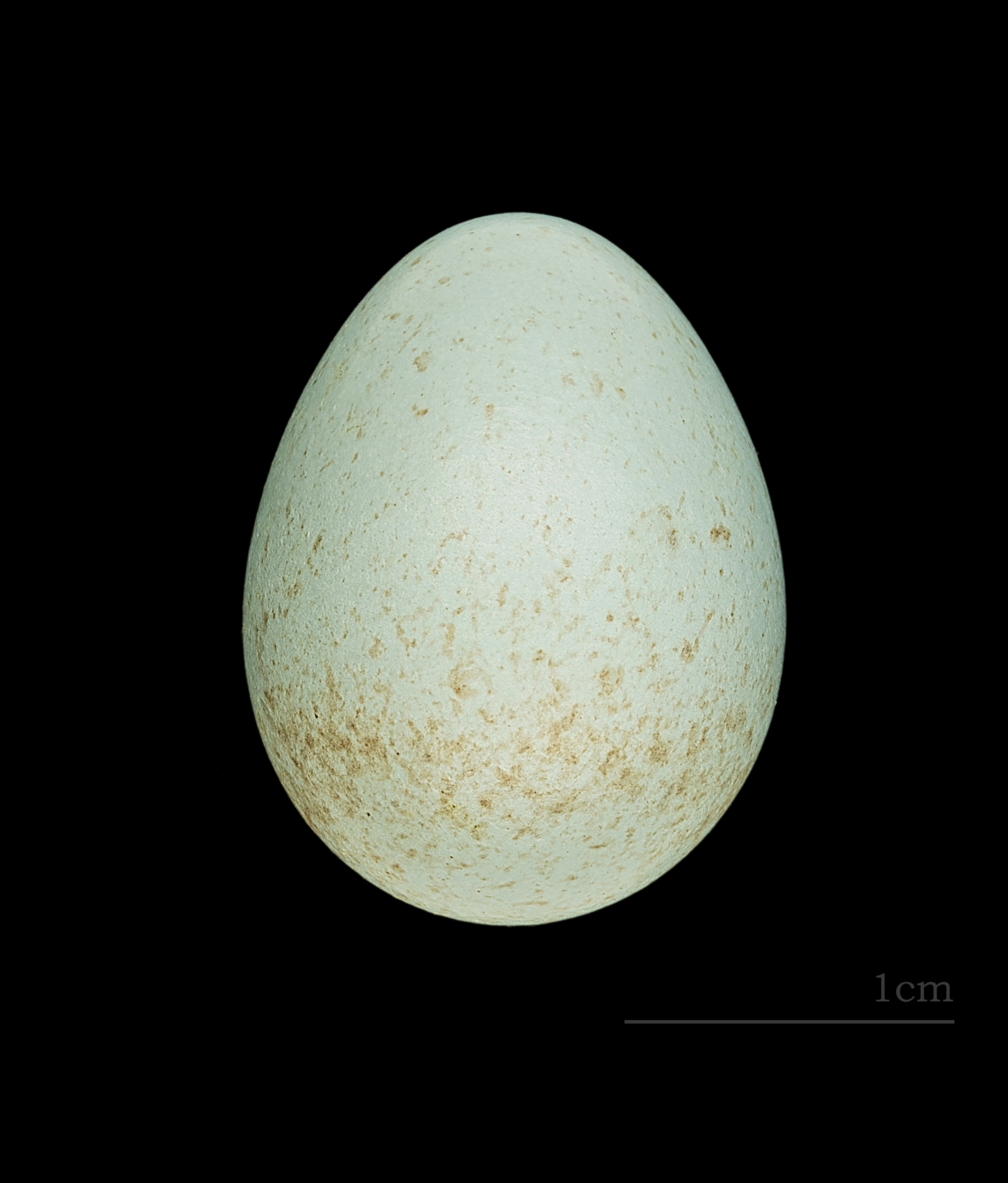
Œuf d'Oenanthe deserti homochroa Muséum de Toulouse

## Systématique
L'espèce Oenanthe deserti a été décrite par le zoologiste néerlandais Coenraad Jacob Temminck en 1825 .